# Niszczyciele typu Akatsuki
Niszczyciele typu Akatsuki – typ czterech japońskich niszczycieli, zbudowanych w okresie międzywojennym dla Japońskiej Cesarskiej Marynarki Wojennej.

## Okręty
| Kanji | Nazwa      | Stocznia | Położenie stępki | Zwodowanie           | Ukończenie        |
| ----- | ---------- | -------- | ---------------- | -------------------- | ----------------- |
| 暁    | „Akatsuki” | Sasebo   | 17 lutego 1930   | 7 maja 1932          | 30 listopada 1932 |
| 響    | „Hibiki”   | Maizuru  | 21 lutego 1930   | 16 czerwca 1932      | 31 marca 1933     |
| 雷    | „Ikazuchi” | Tokio    | 7 marca 1930     | 22 października 1931 | 15 sierpnia 1932  |
| 電    | „Inazuma”  | Osaka    | 7 marca 1930     | 25 lutego 1932       | 15 listopada 1932 |